# (13693) Bondar
(13693) Bondar (1997 TW15) – planetoida z grupy pasa głównego asteroid okrążająca Słońce w ciągu 4,17 lat w średniej odległości 2,59 j.a. Odkryta 4 października 1997 roku.